# Авдіївський трамвай
Авдіївський трамвай — недіюча трамвайна система міста Авдіївка Донецької області. До закриття налічувала близько трьох маршрутів та одне депо. Довжина контактної мережі на 1 квітня 2014 року становила 24 км.

## Історія
Авдіївський трамвай було заплановано як трамвайну лінію, що з'єднувала б місто з Авдіївським коксохімічним заводом (АКХЗ). Будівництво було розпочате у 1963 році і завершене у 1965 році, коли здали дільницю «Вулиця Некрасова — Четверта прохідна АКХЗ». Регулярний рух було розпочато у вересні 1965 року.
У 1980-х роках з'явився проєкт з'єднання авдіївського трамвая з донецьким. Першу чергу «Авдіївка (вул. Некрасова) — село Спартак» було введено в експлуатацію у 1984 році. Однак подальша реалізація проєкту була припинена.
У 2000 році рух від Авдіївки до Спартака припинено.

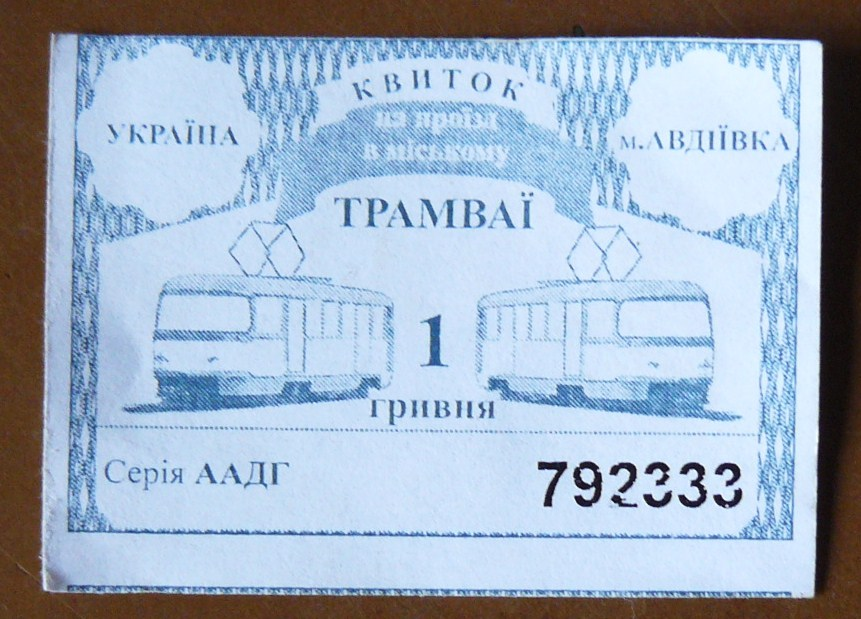
Разовий квиток на проїзд у міському трамваї (2012)

У 2014 році внаслідок бойових дій припинено рух трамваїв на дільниці від зупинки «Вулиця Некрасова» до трамвайного депо. Пошкоджену контактну мережу демонтовано задля безпеки місцевих жителів, а також запобігання розкраданню. На дільниці від трамвайного депо в бік Авдіївського КХЗ продовжували курсувати два вагони у ранкові та вечірні години з інтервалом 20 хвилин.
22 січня 2015 року рух трамваїв повністю зупинено, а контактну мережу демонтовано.
У 2016 році було відремонтовано трамвайні колії на дільниці від Авдіївського КХЗ до трамвайного депо, а на один з вагонів встановлено дизель-генераторну установку та випрямляч. 17 травня 2016 року вагон виконав експериментальний рейс з метою опрацювання можливості відновлення трамвайного руху.
1 жовтня 2016 року відновлено трамвайне сполучення — трамваї почали курсувати за маршрутом «Трамвайне депо — Центральна прохідна АКХЗ».

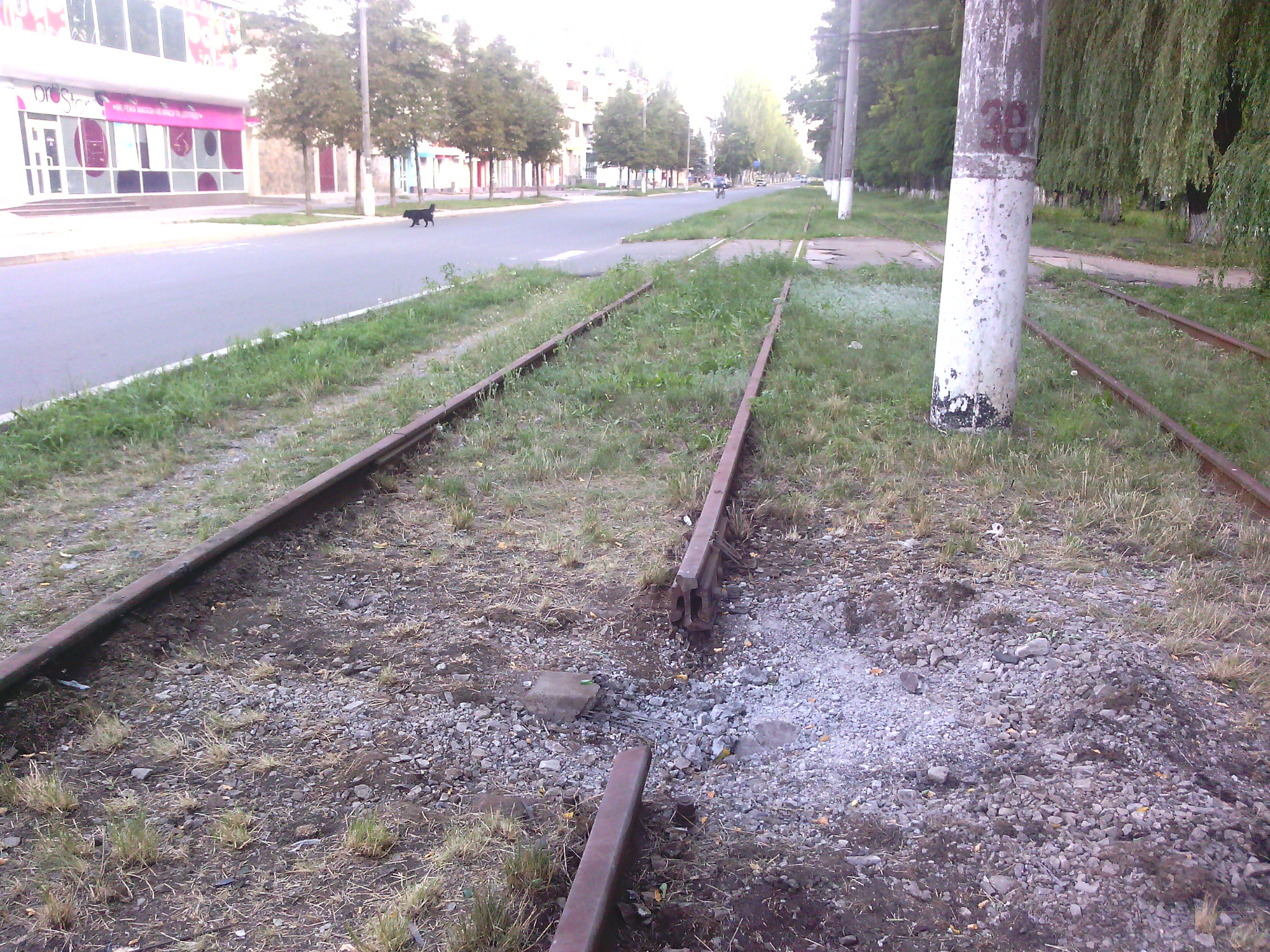
Зруйноване трамвайне полотно під час обстрілів бойовиками в Авдіївці влітку 2015 року

У січні 2017 року трамвайний рух в місті Авдіївка припинено.

## Маршрути
| №                          | Зупинки на шляху прямування |
| 1                          | Вул. Некрасова — Млин — вул. Воробйова — Палац культури — Буревісник — Усмішка — Трамвайне депо — Мехколона — Завод металоконструкцій — Вокзал — Автобаза — Трест — Центральна прохідна АКХЗ — Друга прохідна АКХЗ — Третя прохідна АКХЗ — Четверта прохідна АКХЗ |
| 2 (1К) (курсував до війни) | Вул. Некрасова — Млин — вул. Воробйова — Палац культури — Буревісник — Усмішка — Трамвайне депо — Мехколона — Завод металоконструкцій — Вокзал — Автобаза — Трест — Центральна прохідна АКХЗ                                                                      |

У 1984—2000 роках діяв маршрут № 3 «Трамвайний парк (Авдіївка) — вул. Некрасова (Авдіївка) — Спартак», який прямував до межі міста Донецька (в район аеропорту і Путилівського автовокзалу) та був першою пусковою дільницею міжміської трамвайної лінії Донецьк — Авдіївка. Однак маршрут так і не був добудований безпосередньо до Донецька.
У 1990-х роках по маршруту № 3 курсував один вагон з інтервалом в одну годину. У 2000 році рух лінією було припинено. У 2003 році повністю демонтована контактна мережа. Впродовж 2004—2005 років лінія від кільця «Вулиця Некрасова» до селища Спартак остаточно повністю демонтована.

## Рухомий склад
В Авдіївці експлуатувалися 45 вагонів КТМ-5. Переважно використовувалася система багатьох одиниць, на лінію виходило в середньому дві зчіпки.
| 01.01.2007 | 26 |
| 01.01.2010 | 25 |
| 01.01.2013 | 20 |
| 01.04.2014 | 20 |
| 01.01.2017 | 24 |

На балансі КП «АТТУ» також перебував один службовий вагон ДМм.

## Енергогосподарство
Станом на 1 квітня 2014 року живлення мережі забезпечувалося двома тяговими підстанціями.

## Експлуатуюче підприємство
Комунальне підприємство «Авдіївське трамвайно-транспортне управління» Авдіївської міської ради, адреса: 86060, Донецька область, Авдіївка, вулиця Грушевського, 2Д. 48°08′20″ пн. ш. 37°44′18″ сх. д. / 48.138807° пн. ш. 37.738464° сх. д.

## Галерея

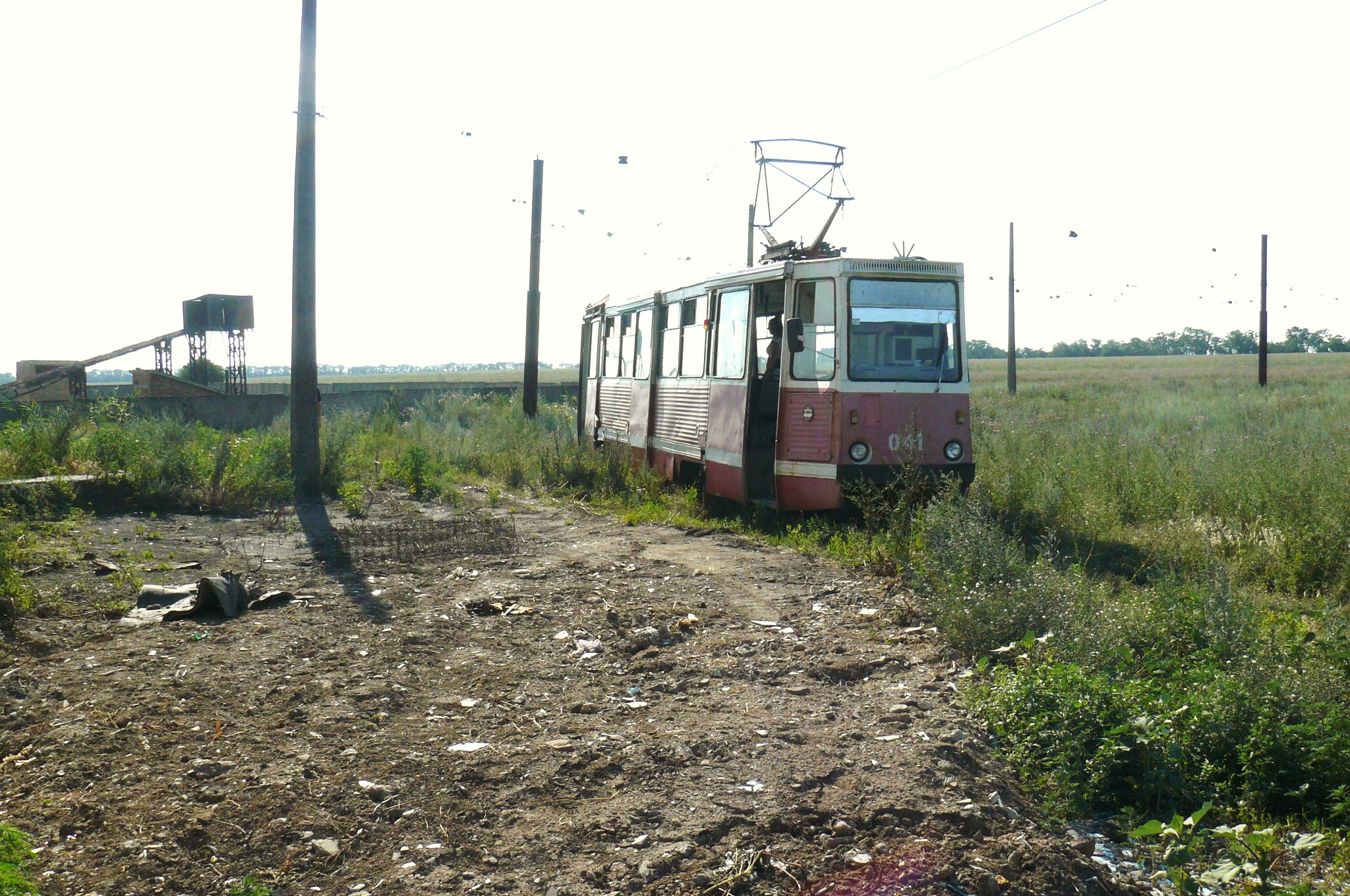
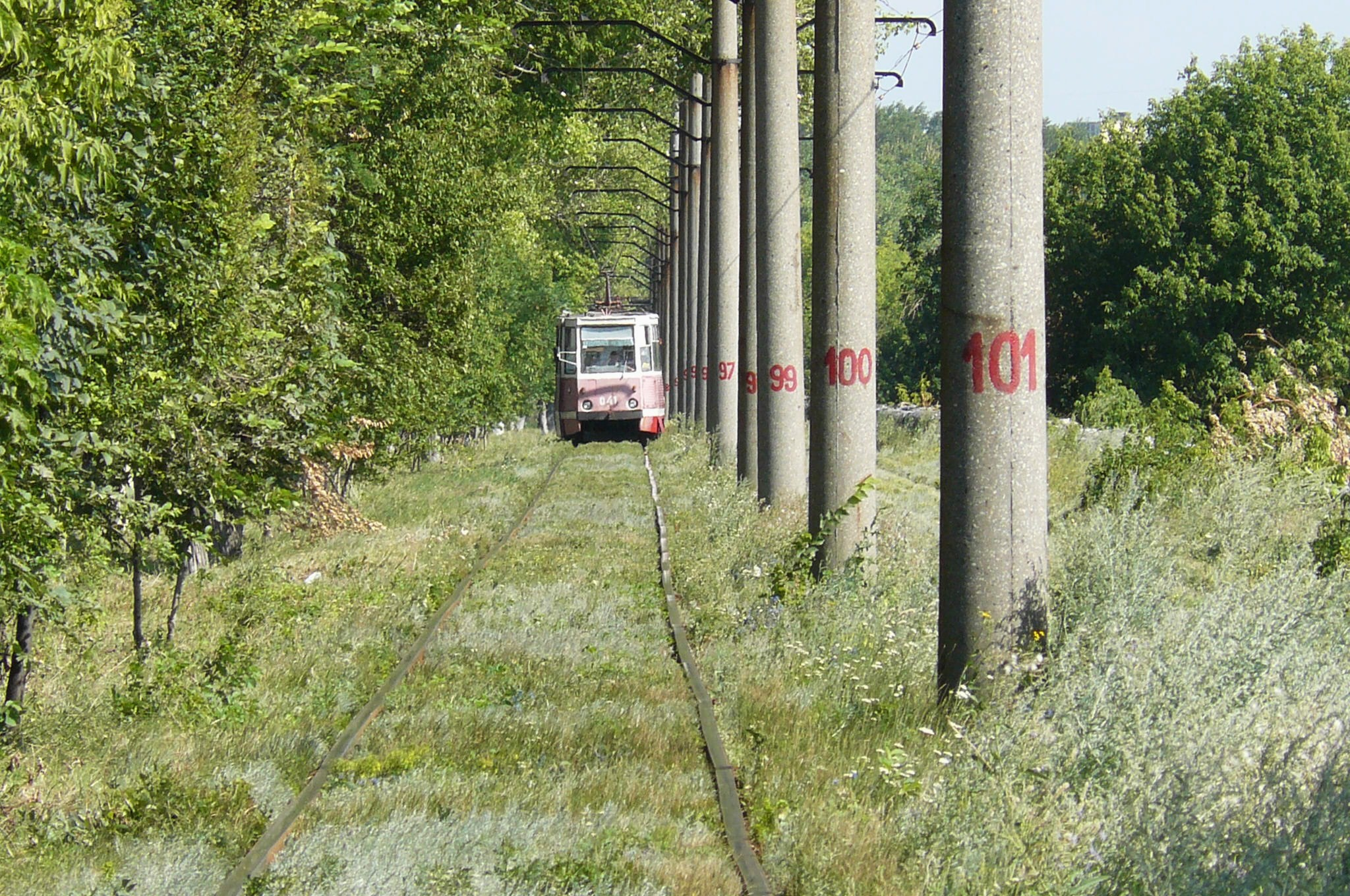
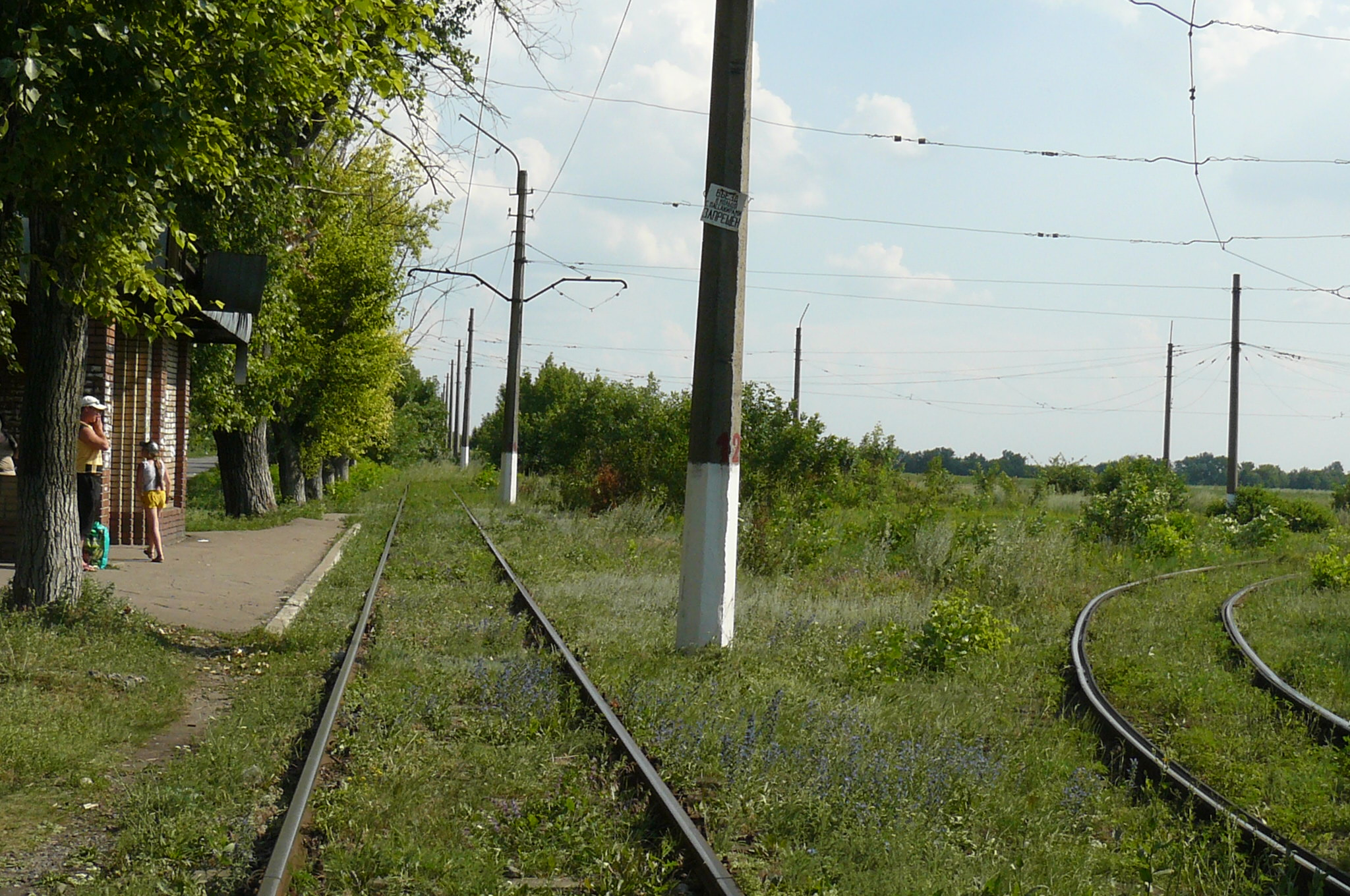